# Бербанк (тауншип, Миннесота)
Бербанк (англ. Burbank) — тауншип в округе Кандийохай, Миннесота, США. На 2000 год его население составило 510 человек.

## География
По данным Бюро переписи населения США площадь тауншипа составляет 92,5 км², из которых 85,3 км² занимает суша, а 7,1 км² — вода (7,70 %).

## Демография
По данным переписи населения 2000 года здесь находились 510 человек, 174 домохозяйства и 140 семей.  Плотность населения —  6,0 чел./км².  На территории тауншипа расположено 186 построек со средней плотностью 2,2 построек на один квадратный километр. Расовый состав населения: 99,80 % белых и 0,20 % приходится на две или более других рас.
Из 174 домохозяйств в 40,8 % воспитывались дети до 18 лет, в 72,4 % проживали супружеские пары, в 2,3 % проживали незамужние женщины и в 19,0 % домохозяйств проживали несемейные люди. 14,9 % домохозяйств состояли из одного человека, при том 2,3 % из — одиноких пожилых людей старше 65 лет. Средний размер домохозяйства — 2,93, а семьи — 3,30 человека.
31,0 % населения — младше 18 лет, 8,8 % — в возрасте от 18 до 24 лет, 32,7 % — от 25 до 44, 21,8 % — от 45 до 64, и 5,7 % — старше 65 лет. Средний возраст — 32 года. На каждые 100 женщин приходилось 126,7 мужчин.  На каждые 100 женщин старше 18 приходилось 121,4 мужчин.
Средний годовой доход домохозяйства составлял 43 375 долларов, а средний годовой доход семьи —  45 455 долларов. Средний доход мужчин —  30 833  доллара, в то время как у женщин — 22 917. Доход на душу населения составил 20 587 долларов. За чертой бедности находились 3,5 % семей и 5,6 % всего населения тауншипа, из которых 6,1 % младше 18 лет.